# Braunschweig-Wolfsburgs flygplats
Braunschweig-Wolfsburgs flygplats (tyska: Flughafen Braunschweig-Wolfsburg) är en regional flygplats i Braunschweig, som ligger mellan Hannover och Magdeburg i förbundslandet Niedersachsen i Tyskland.

## Verksamhet
Flygplatsen har ej någon reguljär flygverksamhet utan används mer av affärsflyg och forskningsprojekt bland annat genom Deutsches Zentrum für Luft- und Raumfahrt vilket är Tysklands center för luft- och rymdfart. Flygplatsen ägs av Flughafen Braunschweig-Wolfsburg GmbH, där Volkswagen AG är största delägare, vilka använder flygplatsen som en hub för att binda ihop de olika delarna av koncernen.

## Utbyggnad
Flygplatsens huvudbana var tidigare endast 1 680 meter lång vilket ej medgav flygplansrörelser med större flygplan. År 2009 fick dock ägaren tillstånd att bygga ut flygplatsens huvudbana till en längd om 2 300 meter. Förlängningen, som invigdes den 18 oktober 2012, medför att landningsbanan kommer klara flygplan som Airbus A300 och Boeing 747 samt kunna användas under alla väderförhållanden. Utbyggnaden mötte starkt lokalmotstånd. I augusti 2018 invigdes ett parkeringshus med plats för 650 bilar.